# マルコポーロ事件
マルコポーロ事件（マルコポーロじけん）は、1995年2月に日本の文藝春秋が発行していた雑誌『マルコポーロ』が、内科医西岡昌紀が寄稿したホロコーストを否定する内容の記事を掲載したことに対して、アメリカのユダヤ人団体サイモン・ウィーゼンタール・センターなどからの抗議を受けて同誌を自主廃刊したこと、および当時の社長や編集長が辞任解任された事態を指す。この事件は、日本における「歴史修正主義」あるいは「ホロコースト否認論」を巡る状況のなかで、最も広範囲に話題となったもののひとつである。また、日本の出版界の商業主義、過度な広告依存、スポンサーへの過剰萎縮などの議論のきっかけとなった。

## 概要
発端は、文藝春秋が発行していた雑誌『マルコポーロ』の1995年2月号に掲載された記事「戦後世界史最大のタブー。ナチ『ガス室』はなかった。」であった。記事は国立病院に勤務する西岡昌紀が、アウシュヴィッツとマイダネクに観光に訪れた際に撮影などを行ったのち、1989年頃から収集した英文書籍に基づき執筆したもので、掲載にあたっての題名は『マルコポーロ』編集部が決めたものであった。
この事件は公権力の強制力を伴う法規制や言論規制ではなく、言論による批判の結果として、あるいは広告収入に過度に依存し萎縮した結果として、言論機関が自主的に廃刊を決定したもので民事裁判にもなっていないため、憲法学上の概念としての「言論の自由」に対する弾圧事件ではなく、正確には「未係争の民事紛争事件」である。
その内容は、ナチス党政権下のドイツがユダヤ人を差別、迫害したことは明白な史実としながらも、
1. そのナチス党政権下のドイツがユダヤ人を「絶滅」しようとした、とする従来の主張には根拠がない
2. その手段として使用されたとするガス室は、それらの位置や構造からみて、ソ連もしくはポーランドが戦後捏造したものとしか考えられない
3. 戦後、連合国軍が押収したドイツ政府文書から判断して、ナチス党政権下のドイツが「ユダヤ人問題の最終的解決」と呼んで企図した計画は、ソ連を打倒した後、ヨーロッパのユダヤ人をロシアに強制移住させるものだった
4. 収容所でユダヤ人が大量死した真の理由は、ガス室による処刑ではなく、発疹チフスなどによる病死である

などというものであった。
この記事を掲載した『マルコポーロ』1995年2月号が発売されたのは1995年1月17日であったが、同日未明に起こった阪神大震災のため、発売直後には震災報道に覆い隠されて記事は注目されなかった。
しかし、雑誌発売を受けてただちに、アメリカ合衆国のユダヤ人団体と駐日イスラエル大使館が、同誌を発行する文藝春秋に抗議を開始した。特にサイモン・ウィーゼンタール・センター（SWC）が内外の企業に対して、『週刊文春』をはじめとする文藝春秋の発行誌全体への広告出稿をボイコットするよう呼びかけた。ただし、イスラエル大使館やSWCは終始一貫して『マルコポーロ』の廃刊は求めていない。
この事態により、事件の話題性とニュースバリューは高まり、マスコミや識者から事件が注目され、言論界や国民各層から記事への批判や文藝春秋への抗議が寄せられるようになった。『マルコポーロ』編集部は当初、抗議団体に反論のページを提供するなどして記事事実の撤回と謝罪を拒んでいたが、文藝春秋は結局『マルコポーロ』自体の自発廃刊と社長・『マルコポーロ』編集長ら雑誌編集・発行に対して責任のある人々の解任を決定した。
執筆者の西岡や木村愛二などホロコースト見直し論者は、この決定に抗議を展開した。また、歴史認識と言論の責任をめぐって広範な議論が起こった。この事件をきっかけとして、過度な広告収入への依存に対する反省や出版社のスポンサーからの自立についても議論が広がった。

## 西岡論文

### 西岡による主張
以下、要点。
1. まず、事実上全ての歴史家が認めているように、ヒトラーが「ユダヤ人絶滅」を命じた命令書は、今日まで発見されていない。それどころか、戦後押収された戦時中のドイツ政府公文書を読むと、「ユダヤ人問題の最終的解決」という言葉は、ユダヤ人の「絶滅」ではなく、戦後、ユダヤ人をソ連領内などに強制移住させる計画を指す用語だったことがわかる。
2. 「ホロコースト」の内容は、戦後、二転三転している。例えば、戦後しばらくの間は、ドイツ南西部のダッハウ収容所には、アウシュヴィッツなどと同様、処刑用ガス室があり、使用されていたと説明されていた。ところがある時期から、ダッハウなどドイツ本国の収容所ではガス室処刑は行なわれていなかったという内容に説明が変わっている。では、ダッハウのガス室に関する過去の「目撃証言」は、一体何だったのか？
3. また、アウシュヴィッツについても、戦後間も無い時期には「ドイツはアウシュヴィッツで、ユダヤ人を火に投げ込んで殺している」という話が語られていた。このような話は、今は語られなくなっている。それでは、こうした語られなくなった話の「目撃証言」は、一体何だったのか？
4. 戦後、アウシュヴィッツで公開されている「ガス室」のなかには、ドイツ人用の病院の前に面しているものもある。これでは、死刑後青酸ガスを排気すると、向かいの病院のドイツ人達の生命が脅かされてしまう。場所と構造があまりにもおかしい。
5. 「ガス室」の詳細を検討すると、換気扇がないし、ガスの素材であるツィクロンBを加熱するための装置もない。
6. ドイツは、アウシュヴィッツの発疹チフス発生に非常に気をとがらせていた。ヒムラーは、アウシュヴィッツ収容所の責任者に「死亡率は、絶対に下げなければならない」という指示を出してもいた。このような命令は、言われているような「民族絶滅」と両立する命令であろうか？
7. ドイツが最も占領地域を広げた時でも、そこにいたユダヤ人は400万人以下だった。それなのに、なぜ「600万人」を殺せるのか？

など。
その他の理由をもって、西岡はアウシュヴィッツ＝ビルケナウ強制収容所内のガス室とユダヤ人虐殺の計画自体が存在しなかった、と主張した。
冒頭で、著者はこう述べる。
こうした主張の根拠として、著者は、例えば、こうした点を挙げる。
このように、虐殺に関しての直接の証拠が存在しないと著者が主張する一方で、強制移住を示唆する文書が発見されていることから、ユダヤ人問題の「最終解決」とは虐殺ではなく「ユダヤ人の強制移住」を意味するものである、と西岡は主張する。
また、「ホロコースト」の内容が、戦後二転三転していることも重大である、と著者はいう。例えば、ドイツ西部にあったダッハウ収容所について、戦後しばらくはガス室による処刑が行なわれていたと言われていたが、ある時期からダッハウではガス室による処刑は行なわれていなかったという説明に変わっている、と著者は述べる。それでは、戦後しばらくの間語られていた「ダッハウのガス室」での処刑に関する生々しい「目撃証言」は、一体何だったのか？と著者は問いかける。
そして、冒頭で言及しているように、こうした「ガス室」に関する目撃証言などを最初に疑った歴史家が、フランスの元レジスタンスであった左翼系歴史家ポール・ラッシニエであったことに触れて、こうした検証は「ネオナチ」のプロパガンダなどではない、と著者は述べる。
こうしてナチス政権下のドイツは、確かにユダヤ人を差別・迫害した、と著者は結論づける。ドイツは、ユダヤ人を戦後、ロシアに強制移住させる計画を立て、それを「ユダヤ人問題の最終的解決」と呼んでいた、と著者は述べる。そして、その準備施設として作られたのが、アウシュヴィッツをはじめとする収容所であったとする。ところが、東部戦線でドイツが敗退した結果、そうした戦後の強制移住計画は頓挫し、収容所の衛生状態が悪化する中で、発疹チフスの爆発的発生が起きたのだ、と著者は述べる。そうした悲劇の中で病死したユダヤ人の死体を連合国は、ガス室などによる計画的な大量殺人の犠牲者であったかの様に発表、宣伝したのだ、と西岡は主張する。その傍証として、西岡は、当時のドイツが、「ユダヤ人絶滅」とは両立しない命令を出していたことに言及する。
なお、こうした議論の中で西岡は、いわゆる「反ユダヤ主義」的な言葉は一言も書いておらず、イスラエルについても、全く言及していない。記事の末尾は以下の通りである。

### 反論・批判

#### 石田勇治による反論
石田勇治は、西岡論文の論点を
1. ホロコーストに関する「定説」と情報操作
2. ガス室の構造とツィクロンB
3. 絶滅政策に関する命令文書の有無

の三つに整理した上で詳細な反論を展開した。まず1.では、著者が問題とするホロコーストに関する「今日の定説」そのものに誤解・曲解があり、著者が批判する旧西ドイツの歴史家ブローシャトについても誤った記述をしていると批判した。2.ではジャン・クロード・プレサックの『アウシュヴィッツの焼却炉』に言及しつつ、アウシュヴィッツのガス室の構造を説明し、さらに毒ガスのツィクロンBは、著者の記述に反して、気化するために加熱を必要としないと論述している。さらに3.では、ヒトラー本人による虐殺命令文書が存在しないことは昔から自明の事柄であり、逆に著者が「証拠にならない」として退けた五つの史料（ニュルンベルク裁判でのラマース証言、ヒムラーの秘密演説、ヴァンゼー会議の議事録、ゲーリング書簡、親衛隊少尉ベッカーの報告）について、これらを否定しようとする著者の主張には根拠がないと言明した。

#### 西岡による再反論
こうした通説の立場からの反論に対して西岡は、廃刊事件直後からパソコン通信（PC-VAN）上で、さらに1997年に『アウシュウィッツ『ガス室』の真実：本当の悲劇は何だったのか?』（日新報道）を出版し、再反論している。西岡は『マルコポーロ』の記事に部分的には誤りが存在したことを認めたうえで、「ドイツがユダヤ人を絶滅しようとしたとする証拠はない」「ガス室でユダヤ人が殺された証拠はない」という主張を維持している。
西岡による修正点は以下の通り。
1. サイクロンB（ツィクロンB）が青酸ガスを遊離し続ける時間が長時間であることと、サイクロンBの毒性の問題を混同し、サイクロンBの毒性が低いかのような記述をしてしまったこと
2. 同じくサイクロンBの使用に際して、サイクロンBを加熱することが必須の操作であるかのような記述をしたこと

### サイモン・ウィーゼンタール・センターによる抗議と広告ボイコット運動
発売直後にロサンゼルスのユダヤ人団体サイモン・ウィーゼンタール・センター（SWC）とイスラエル大使館は『マルコポーロ』編集部に抗議を開始。またSWCは『マルコポーロ』のこの号が発売された直後に駐米日本大使に記事を非難する書簡を送った。またSWCは文藝春秋に広告を出稿する企業に向け、文藝春秋に一切の広告を提供しないよう求めた。ただし廃刊までは求めなかった。この広告ボイコットには欧米企業だけでなく日本企業も応じ、広告ボイコット運動を是とした。欧米企業はもともと文藝春秋に広告を出稿している企業が少なかったため、呼びかけに呼応する企業数は日本企業のそれよりも少なかった。呼応した企業のひとつであるマイクロソフト社は、廃刊が発表された後にボイコットに応じている。
『マルコポーロ』編集部はSWCに反論のページを10ページ提供すると提案した。しかし、SWCは反論書に対する編集権が『マルコポーロ』編集部にあり、反論を掲載すべきメディアとして不適当として、無編集掲載を要求したが、『マルコポーロ』編集部はこの要求を拒否した。その結果、徹底的な広告ボイコット運動が続けられることになった。広告出稿企業はこうした運動を無視して広告を出稿する自由があったが、多くの出稿企業はSWCに理（と利）有りとして『マルコポーロ』を含む文藝春秋各誌への出稿を自発的にとりやめた。こうして文藝春秋は企業存続の窮地に陥った。西岡が雑誌のインタビューなど述べたところによれば、『マルコポーロ』廃刊の決定がなされる直前、文春社内では「経験したことのない事態」であるとの発言があったほか、「早く何とかしないと『ニューヨーク・タイムズ』が動き出す」といった発言をした幹部がいたという事実を文春関係者から聞いたという。なお、この時点で記事執筆者の西岡には抗議や圧力は寄せられていない。

### 文藝春秋による謝罪と『マルコポーロ』廃刊
発売から13日ほどが経った1月30日、文藝春秋は、編集権は執筆者ではなく編集部であり発行責任は出版社自身にあるとして、西岡には相談せず、出版社として「記事は誤り」と発表し公的な謝罪をすると共に、『マルコポーロ』の廃刊と花田紀凱編集長の解任、記事に関係する幹部構成員の更迭を行った。田中健五社長は廃刊を発表した1995年2月2日のホテル・ニューオータニでの記者会見で社長の職に留まると述べたが、後に社内外から批判を浴び、結局、2月中旬に田中は代表職を辞任した。廃刊により文藝春秋の社員有志がSWCでのセミナーやアウシュヴィッツ見学に参加した。『マルコポーロ』1995年2月号の回収は、実際には行われていない。
廃刊が発表された1月30日、外務省の斎藤事務次官は記者会見を開き、外務省の見解として「廃刊措置は適切だった」と述べている。

### 江川紹子による指摘
この廃刊の決定を、阪神大震災の被災地で取材中に聞いた江川紹子は、次のように回想している。
江川は、統一教会やオウムを巡る報道を通じて、文春と親しく、『マルコポーロ』編集部にも、花田紀凱を始めとする知人を持っていた。
『マルコポーロ』が赤字であったことに加えて、事件の際、SWCとの交渉の窓口であったのが、塩谷北米総局長（当時）であったという指摘である。塩谷はまた、後述する2月2日にホテル・ニューオータニで文春とSWCが開いた共同記者会見において、田中健五の隣に席を取り、田中の発言を注視している。

### 西岡による批判
廃刊が発表された1月30日（月）、問題となった論考の執筆者である西岡は、『朝日新聞』夕刊紙上（社会面）で、文春の一方的な決定に対する強い怒りを表明した。この『朝日新聞』夕刊に掲載された西岡の主張は文春の謝罪と食い違っていたが、新聞で西岡が語ったとされる主張は西岡自身の主張である事実に違いはなかった。
西岡は、廃刊発表の2日後の2月1日に総評会館で木村愛二企画による記者会見を開いた。一方、文春関係者の一人も廃刊が発表された1月30日の夜、西岡に電話をかけ、文春・SWCに対抗する記者会見を開くことをひそかに提案しており、当時の文春社内での社員の不満がうかがえる、と西岡は述べた。しかし、それらを含めた会見発言や発言内容の動揺は執筆者の責任回避と受けとめられ、記者会見の西岡の主張が在京マスメディアで好意的に受け止められることはなかった。

#### 厚生省と西岡の衝突
廃刊発表の翌日1月31日（火）、西岡は、勤務先であった厚生省直轄の病院で、厚生省職員である病院幹部から激しく攻撃された。特に、西岡の支持者であるフリー・ジャーナリストの木村愛二が企画した、翌2月1日（水）の記者会見の中止を強く求められた。これについて、西岡は「病院でなかば軟禁状態に置かれ」「厚生省職員による職権乱用」であると繰り返し批判している。また、これを「職務専念指導」だったとするウィキペディア上の書き込みを、自身のブログとツイッター上で強く否定している（歴史を考える：マルコポーロ廃刊事件に関するWikipediaの虚偽記載：http://blog.livedoor.jp/nishiokamasanori-rekishiokangaeru/archives/68775982.html）。
西岡による事件当時の回想の動画（https://www.youtube.com/watch?v=ho1iZfeoIq0）記者会見当日の2月1日、西岡は、記者会見に出席しないという嘘を関係者に流して「厚生省側を安心させた」上で、病院の前に迎えに来た『サンデー毎日』の車で、都内の記者会見会場に向かった。記者会見では厚生省からのこうした記者会見中止の要求を、西岡は、記者会見冒頭で官庁名は出さないままに強く批判した。しかし、翌日の朝日・毎日・読売・日経は、西岡による記者会見自体は伝えながら、西岡が記者会見冒頭で抗議した厚生省による「介入」については、報道をしなかった（ただし反連合国史観の論壇誌『正論』は「官庁による圧力」という西岡の主張を「西岡の主張」として報じている）。また、複数のスポーツ紙も社会面で西岡のこの主張をそのまま報じている。厚生省は翌2月2日（水）、病院幹部を通じて、「あれは、西岡を心配して言ったのだ」と西岡に説明した。

### 文藝春秋とSWCの共同記者会見
2月2日、文藝春秋とSWCはホテル・ニューオータニで共同記者会見を開催した。廃刊の決定に不満を持つ元編集者は、取締役会の方針に反してホロコースト見直し論者であるフリージャーナリストの木村愛二を会場に乱入させ、木村は野次をとばすなどして会見を妨害した。また会場では『マルコポーロ』次号にルポルタージュ掲載予定だったフリー・ジャーナリストの江川紹子も現れ、『マルコポーロ』の記事の内容は支持しないと表明したうえで、自分が取材した記事掲載がつぶれたことの不満を、SWCの抗議方法に批判の矛先を向けることで表明した。江川は、SWCを強く批判したが、出稿企業がSWCの広告出稿中止要請を自由に拒否することができたという事実や「出稿企業側の判断の是非」や「ホロコースト犠牲者を冒涜する記事に広告を出し利益を得る企業の倫理欠如」といった問題については沈黙を守った。記者会見で江川は次のように述べた。
田中社長の記者会見について。
SWC、クーパー師についての批判。

#### 宅八郎の指摘
『週刊SPA!』にコラムを連載していた宅八郎もこの記者会見に出席したが、繰り返し挙手をしたにもかかわらず、最後まで指名されなかった。宅は、この日の記者会見場の空気をこう描写している。

### イスラエル大使館の見解
こうした騒動の中で、イスラエル大使館の行動は慎重で、SWCとは距離を置いていた。
1995年2月8日『産経新聞』夕刊において、ガノール駐日イスラエル大使（当時）は「過剰に反応するのは日本とイスラエル双方にとって危険この上ない」と発言した。西岡はのちに「ガノール大使（当時）のこの発言はイスラエルが暗にSWCの過激な反応を批判したものではなかったか？」と論じている。
また、イスラエル大使館は『週刊現代』の取材に対して、「これが原因で、強大なユダヤの力によって雑誌を廃刊させたなどといわれ、ユダヤに対する偏見を助長させないかと心配しています」と述べている。

### ポーランド大使館の態度
記事の中で西岡に「ガス室を捏造した」と名指しされたポーランド大使館は沈黙を守っている。新聞、テレビは、ポーランド大使館の沈黙に注目しなかったが、『噂の真相』は、ポーランド大使館に沈黙の理由を問い合せている。この『噂の真相』からの問い合わせに対し、ポーランド大使館は「既に抗議活動が起きていたので、それに加わる必要はないと考えた」という意味の回答を寄せている。

### 執筆者主催による集会
木村愛二は、2月15日及び2月18日に総評会館で討論集会を開き、2回の公開討論は木村愛二が営業する木村書店から販売された。こうした木村による自称「討論集会」なる炎上商法のための席には、月刊『創』編集長の篠田博之が企業広告の萎縮を懸念する立場から司会者として加わった他、アメリカのユダヤ人で、左翼リベラルの立場からホロコーストの再検証を行っていたビデオ作家のデイヴィッド・コール（David Cole）や、科学史を専門とする常石敬一が参加した。
2月18日の討論会の場で、常石敬一は、「ナチス・ドイツはアウシュヴィッツなどのガス室で、議論の多いツィクロンBを使ったのではなく、サリンなどの神経ガスを使用したのではないか？」という新説を述べた。また、同じ2月18日の討論会の場で朝日新聞記者が「ヒトラーが演説の中でユダヤ人絶滅を予言していたのでは？」と質問しコールが反論する場面などがあったが、議論は最後までかみ合わなかった。

### アジア記者クラブ主催講演
アジア記者クラブは、西岡と木村を招いて、会合で2人に『マルコポーロ』廃刊事件とホロコースト見直し論に関する講演を行わせた。西岡と木村が掲載メディアを失ったことに対して同情的なメディアもあったが、ホロコースト見直し論者である西岡と木村を招いて講演を行わせたことに、歴史修正主義的な歴史認識に批判的な同記者クラブ関係者は反発し欠席するなど、同クラブの反応は分かれた。
オウム真理教への強制捜査などの報道の中、世論の多数が廃刊やむなしで収束したことにより、この事件の報道は下火となっていったが、文藝春秋で開かれたSWCによるセミナーのやりとりが密かに録音され、『噂の真相』で記事として暴露された。だが、このような散発的に書かれるセンセーショナルな記事も、『マルコポーロ』編集部の編集責任の欠如を結果的に強調するものとなり、『マルコポーロ』廃刊やむなしとの世論を補完する方向に作用した。

### 渡辺武達による批判
一方、同志社大学教授の渡辺武達は、雑誌『第三文明』1998年9月号において、文藝春秋を次のように批判している。
さらに、文藝春秋取締役であった岡崎満義が、1996年6月10日の情報化メディア懇談会での講演において、西岡記事は正しかったこと、ユダヤ人団体（SWC)は「テロ組織」と示唆したうえで、「『マルコポーロ』誌の廃刊の理由は記事内容が間違っていたとか、広告量が減ったことなどによるものではなく、ある筋からいまのままでは日本の海外駐在員がテロにあう危険性があるという情報が入ったためである」と発言している。
この岡崎発言について渡辺は、「思わせぶりに語られる「ある筋」とはどこなのか。これは文藝春秋という出版社が外向き用と内向き用では正反対の「舌」を平気で使い、同時にたえず自己弁護をはかっている、げに恐ろしいところであることをよく表している」と文藝春秋を批判した。

### 花田編集長の動向
『マルコポーロ』編集長の職を解かれた花田は事件後、文藝春秋の閑職とされる戦後史企画室に異動となった。異動後は心機一転、新雑誌の企画を提案していたが上層部に相手にされないことが多かったことから、だんだんと出社しなくなり、事件の1年後に文藝春秋を退社した。同時に『朝日新聞』が立ち上げた女性向け月刊誌『UNO!』編集長に就任し、マスコミを驚かせた。
花田の朝日新聞移籍に際しては、朝日新聞の本田雅和が自社批判を展開している。

## 海外での報道
『マルコポーロ』の廃刊をめぐっては日本国内外で大きく報道がされた。日本国外では、ドイツ、オーストリアでこの事件が大きく報道されたほか、アメリカ合衆国の新聞各紙もこの廃刊事件を比較的大きく伝えている。
- AP通信は、総評会館での記者会見の後、西岡に英語でインタビューを行い録画している。
- 後にフリージャーナリストとなる徳本栄一郎は、当時ロイター通信の記者で、西岡に長時間のインタビューを行い、厳しい質問を浴びせたが、比較的中立的な記事（英文）を書いている。

## 日本国内での報道

### 新聞
当時の日本の新聞、雑誌報道の大部分は、記事の内容に関する議論を避けている。また『マルコポーロ』の廃刊が決定される直前、SWCが西岡がアウシュヴィッツを訪れていないとする事実に反するファックスをマスコミに送付したため、マスコミの関心は、西岡はアウシュヴィッツを訪れたのか、花田にはいつ会ったのかなど、些末的な事柄ばかりに費やされた。その中で、記事の内容に比較的踏み込んだのは『朝日新聞』で、前述の本田雅和が社会面で「西岡論文とは何だったのか？」と題された大きな記事を執筆したが、他の新聞は総じてこうした記事の内容に関する検討を避けた。
- 『読売新聞』と『毎日新聞』が特に記事に対して批判的で、『毎日新聞』は事件前に西岡が多くの個人、マスコミに送付したパンフレットと記事の原稿を混同して、それを売り込みと誤認する記事を掲載している。同様の事実誤認は『週刊SPA!』誌上で『ゴーマニズム宣言』を連載していた小林よしのりもしている[15]。
- 『読売新聞』が発行していた月刊誌『This is 読売』でも西岡を批判した。
- 『産経新聞』は、西岡の問題提起自体については大きく取り上げながら、SWC側の見解を古森義久のインタビューによって伝え、またイスラエル大使館の発言を伝えるなどバランスを取っていた。
- 日本共産党機関紙『赤旗』はこの事件を大きく取り上げ、収容所の写真などを掲載して、『マルコポーロ』が掲載した西岡の記事と文春を強く批判している。
- スポーツ新聞では西岡に同情的な記事が複数見られた。『夕刊フジ』はこの問題を連日大きく報じたのに対し、『日刊ゲンダイ』は扱いが小さかった。

### 雑誌、週刊誌
- 『アエラ』では、当時同誌の記者であったジャーナリストの烏賀陽弘道が記事を執筆している。
- 『週刊プレイボーイ』は、この事件をスミソニアン博物館における原爆展示内容の変更事件と並べて取り上げ、西岡側にやや同情的な記事を掲載した。
- 朝日新聞が発行する月刊誌『科学朝日』が「リビジョニストの科学」を掲載した。
- 『フライデー』は中立的な記事を伝えている。
- 月刊『潮』は創価学会寄りの雑誌であるが、この事件を取り上げた浅野健一の記事は、浅野が木村愛二と個人的に友人であったためか、西岡の記事の内容に関する検証を避けている。
- 『週刊現代』（1995年2月18日号）は「言論には言論でという自由社会の「言論の自由」が、強力なプレッシャーを保持するSWC（ウィーゼンタール・センター）には通用しないとも受け取れる」とSWCの手法に疑問を投げ掛けている[11]。
- 『ニューズウィーク日本版』は「『ユダヤ人は自然死だった』で揺れる歴史学会」（1989年6月15日号）で、プリンストン大学のユダヤ系歴史学者アーノ・メイヤーが、アウシュヴィッツで死亡したユダヤ人の多くは病気や飢餓であったとする問題提起をしたことを取り上げた雑誌であり、西岡が『マルコポーロ』にこの記事を書く最初のきっかけを生んだ雑誌であった。しかし、『マルコポーロ』事件に際して、この雑誌が事件を取り上げた報道は非常に小さく、ほとんど取り上げないに等しい扱いであった。
- 『週刊金曜日』は、『マルコポーロ』廃刊の数か月前まで本多勝一がホロコースト見直し論に強い関心を抱き、木村愛二に連載を依頼したり、本多自らが、西岡が野坂昭如と共に主宰していたホロコースト見直し論の研究会（情報操作研究会）に出席して好意的な姿勢を示していたにもかかわらず、『マルコポーロ』が廃刊になると、記事と文春を攻撃した。これが、後に木村の同誌に対する提訴の一因となるが、木村は『マルコポーロ』編集部が西岡の原稿の掲載を先送りにしていた際、本多がその西岡の原稿自体を『週刊金曜日』に掲載出来ないか？と打診して来たと述べている。
- 月刊『創』は、編集長篠田博之による記事「文藝春秋・田中健五前社長の憂鬱」のほか、江川紹子による長文の記事（「『マルコポーロ』廃刊事件で何が問われたか」）、福田みずほによる西岡の記事と文春への批判（『ホロコースト』の嘘-ドイツでの反応」）、そして、西岡自身の談話を元に構成した記事（「『ガス室はなかった』記事執筆の真意/「もともとの関心はメディアの情報操作にあった」」）を並べて掲載し、この問題を大きく特集した。
- 宅八郎は『週刊SPA!』連載「週刊宅八郎」で文藝春秋の『マルコポーロ』謝罪会見を取材しており、また、西岡と対談している。その中で宅は、「『ガス室はなかった』と断ずる説得力を感じなかった」「議論の余地を断つ『廃刊』なんて無責任」「『かなり杜撰な記事だ』と思っている。『証拠がないから歴史にない』と結論するのは乱暴だと思う。しかし、その上で、著者としての西岡の権利が守られるべき」と述べている。一方、西岡は、「『なかった』と断定的に書いたのは結論を急ぎすぎた」「花田編集長によれば、（ユダヤ側の）反論掲載を予定していた記事だったので、反論があった際に補足的に説明していくつもりだった」と述べている（95年2月22日号『週刊SPA!』掲載「週刊宅八郎」第8回および95年3月15日号『週刊SPA!』掲載「週刊宅八郎」第11回）。

### インターネット
こうした事件後の報道がなされた当時、インターネットはまだ普及していなかった。しかし、PC-VANではこの問題を巡る討論がなされ、この討論には西岡自身も参加している。このパソコン通信上の議論については、月刊『創』がこれを伝えた他、ホロコースト見直し論（否認論）を厳しく批判する歴史学者たちも関心を寄せ、自分たちの座談会を収録した単行本『ショアーの衝撃』において、簡単にではあるが、言及している。

## 事件の背景分析
ジャーナリスト真山巴は1996年1月、『噂の真相』において、公開情報の分析から事件の背景には当時進行しつつあったオスロ協定に基づく中東和平進展があり、また事件当時多くの日本企業がイスラエルとのビジネスに関わりを深めていたとを指摘し、財界が『マルコポーロ』の記事がそうした中東ビジネスに影を落とすことを恐れた結果、それを受けた日本政府が文春に『マルコポーロ』を廃刊するよう行政指導を加えたのではないか、という分析を述べている。
なお、2月2日の記者会見とその前後のマスコミの状況について、木村愛二は自著の中でこう描写している。
事件を巡る批評については、『週刊SPA!』では小林よしのりが『ゴーマニズム宣言』で数度にわたって西岡を攻撃したが、その一方で宅八郎が西岡にインタビューを行い、そのインタビューを掲載した。小林は宅のこのインタビュー記事掲載に強く反発し、後に小林が『SPA!』での『ゴーマニズム宣言』連載を中止し『サピオ』に移籍する一因となった。西岡は事実と違うことが書かれたとして小林に抗議している。
図書館関係者の雑誌『ず・ぼん』は、西岡と社会学者の橋爪大三郎の対談「『ナチ・ガス室』はなかったの論理を検証する」を掲載し、同時にリベラル系のジャーナリスト長岡義幸の記事を掲載させたが、長岡はこの記事の中で事件を巡るマスコミの報道姿勢を強く批判している。
- 俳優の中村敦夫は、自身が発行する『中村敦夫新聞』で、マスコミが西岡を攻撃しながら反証を挙げていないことを指摘し、事件に関するマスコミの報道を批判した。ただし中村側は、後に『中村敦夫新聞』のこの記事が西岡、木村に好意的であったことを自己批判するコメントを出している[19]。
- 保守系言論人の反応は複雑で、上述の古森義久は『正論』にも寄稿して『マルコポーロ』の記事を激しく攻撃したが、その『正論』の同じ号で、編集部は西岡が中央官庁（厚生省）から圧力を受けた点を取り上げ、中立的な姿勢を保ちつつも、歴史問題に対する中央官庁の介入には警戒する姿勢を示した。
- 後に「新しい歴史教科書を作る会」を立ち上げる一人となる西尾幹二は、月刊誌『宝島30』に寄稿して、『マルコポーロ』編集部の姿勢を、ナチスの極悪さを理解していないという視点から批判した。その一方で、西尾は「日本人には、ガス室の有無は検証できない」とする、いわば不可知論の立場を表明し、ガス室については議論を棚上げする姿勢を取っている。

### 風刺漫画
漫画家では、やくみつるといしいひさいちが対照的な視点から事件を風刺した4コマ漫画を描いている。やくは記者会見での西岡を揶揄する4コマ漫画を描いている。それに対していしいは、文春とSWCが共同記者会見をしている場面から始まり、4コマ目にイスラエル占領地のユダヤ人入植者がガス管を持ちながら「ガスが出ないぞ」と言っている光景を「入植地にガスはなかった」という太文字と共に描いて、やくとは対照的な視点から『マルコポーロ』事件を風刺している。またマッド・アマノも『FOCUS』の「狂告の時代」でこの事件を風刺したパロディを描いている。

## 言論の自由などに関する事件への批判
一連の事件が終息した後も、この事件を巡る論争が継続した。重要な争点のうちの一つは言論の自由の観点から提出されたものであった。そこではSWCによる広告ボイコット運動という手法と、それに応じて文藝春秋が取った措置の両方が批判された。
月刊『創』編集長の篠田博之も「この種の言説を紹介するだけでも雑誌廃刊のような目にあうのではと、この問題について言及するのを避けるメディアもあるようだが、これこそまた1つのマスコミ・タブーを作り出すことにほかならない」と批判している。
さらに、記事の執筆者であり当時厚生省の職員（医務官）であった西岡が厚生省から記者会見中止の圧力を受けたことは、中央官庁による言論介入が行われたことを意味し、重大であるが、当時の新聞・テレビは、こうした問題を深く掘り下げて報道しなかった。

### 江川紹子によるサイモン・ウィーゼンタール・センター批判
この措置によって文藝春秋が執筆者に一言の相談も無く、記事の内容を取り消し、広告ボイコットの圧力に屈したとして、江川紹子は、西岡記事は支持しない立場を明確にした上で、広告ボイコットという行為については厳しい批判を加えている。
江川はさらに、こう懸念を述べている。

### 言論の自由に関する見解・批判
- 大月隆寛や安原顕のように中立的立場をとろうとした論者は、『マルコポーロ』は西岡の記事と併せてそれに反論する記事を掲載するべきであった、と述べた。江川紹子などもその一人である（後述）。
- 小林よしのりは、上述のように事件に関して西岡を激しく批判したが、ホロコースト見直し論に対する言論規制に賛同する発言はしていない。
- 一水会代表であった鈴木邦男は、事件から1年を経た時点で、新宿のライブハウスロフトプラスワンに記事を書いた西岡を招き、対談を行っている。この場で、鈴木は「言論には言論を」と言う自分の信条を改めて述べ、廃刊に至る文春の行動を批判している。
- 1997年、評論家の日垣隆は、西岡が同年出版した単行本『アウシュウィッツ「ガス室」の真実 本当の悲劇は何だったのか?』（日新報道）を毎日新聞社が発行するエコノミストの書評で好意的に紹介し、間接的に、事件当時の言論の空気を批判した。
- フォトジャーナリストの広河隆一は、事件から3年後に発表した自著『パレスチナ難民キャンプの瓦礫の中で／フォト・ジャーナリストが見た三十年』（草思社、1998年）の中で、現地アウシュヴィッツでの詳細な現場検証を踏まえて次のように書き、西岡の記事に対して批判的検証と共に、一定の擁護を与えている。「ガス室が存在した証拠がないという説は本当に荒唐無稽なのか。この問題に疑問を呈したり否定したりする文章を掲載することは、広告引き上げの圧力を受けるほどの問題なのか。ホロコーストの検証はタブーなのか‥‥この事件は私たちに多くの問題を投げかけた」[22]。そして、ポーランドのアウシュヴィッツ博物館を取材し、博物館の展示内容についてのような指摘をする。「展示場を進むと、解放されたときの写真が目を引いた。人々は鉄条網と鉄条網のあいだの細い通路を歩いている。しかしこれは不自然だ。その通路を私も歩いたが、そこは収容所を二重に取り囲む柵の役割をはたしている場所だ。ここを歩いても周囲をまわるだけで、入ったところから出るほかないのだ。解放された人々がこんな場所に入る必然性はまったくないし、連行されてきた人々がこんなところに入りこむ可能性もまったくない。私はその写真の前で長く考えこんだ。これは解放した軍の写真家が、わざわざこういう背景で撮影したのにちがいない。」[23]。そして、その上で 「ホロコーストの真摯な研究を拒絶するべきではないと思う。」[24]と述べて、西岡の立場に限定的ながらも、一定の支持を与えている。
- 副島隆彦は、インターネット上でホロコーストの見直しを支持する立場を表明し、さらに元外務省職員の佐藤優との2008年に出版された対談書[25]で、マルコポーロ事件以後、日本の出版物において、ユダヤ人についての言論に自主規制がかかっているという趣旨の懸念を述べている。
- ジャーナリストの田中宇は、ホロコーストに関する事実関係の議論は保留し、かつマルコポーロ事件そのものについては触れない形で論争の現状を概観し、ホロコーストを「国際問題の中で唯一分析が禁じられた事項」と呼び、この問題を巡る世界的言論規制の空気に注意を喚起した[26]。

出版物でのタブー化の空気とは対照的に、インターネット上でマルコポーロ事件とホロコースト見直し論を論じるブログなどは数多い。
文芸批評家の絓秀実は、ヘイドン・ホワイトとカルロ・ギンズブルグの論争に言及しながら、上記のような言論の自由という争点そのものを批判した。絓によれば、言論の自由という権利は中立的なものではなく政治的闘争の場に他ならないのであるから、その政治性が忘却されてしまった場合、政治的にホロコーストが重要な問題ではなかった日本においては、「ホロコースト否定論」すら言論の自由の名の下に登場し得ることになるのである。

## 歴史学からの批判

### 歴史学者石田勇治のコメント報道
事件当時、『サンデー毎日』1995年2月19日号は、小野博宣による電話取材で、東京大学助教授（当時）石田勇治（ドイツ現代史）の次のようなコメントを掲載した。
この石田のコメントに対し木村愛二は、石田自身が「タネ本」とされるロイヒター報告を読んでもいないし、入手してさえもないと語ったして、自著の中で批判している。
石田はその後、木村の批判には直接答えることはせずに『ジャーナリズムと歴史認識』（凱風社、1999年）や『過去の克服 ヒトラー後のドイツ』（白水社、2002年）といった著書で、戦勝国によるニュルンベルク国際軍事裁判だけでなく、戦後のドイツ司法当局が現在も続けている「ナチ裁判」、とくにアウシュヴィッツ収容所の重大犯罪（謀殺罪）を裁いたフランクフルトでのアウシュヴィッツ裁判を紹介し、ホロコーストが動かぬ事実であるとした。
また石田は、上記『ジャーナリズムと歴史認識』に「アウシュヴィッツ＝ビルケナウ絶滅収容所の史料から」を寄稿して、木村や西岡が問題視するアウシュヴィッツ基幹収容所跡地のガス室の歴史を説明したうえで、ガス室の存在を示す当時の史料を詳しい説明とともに掲載した。

### 歴史学界の動向
欧米の歴史学界（アカデミズム）ではホロコーストに関する実証研究が進み、その歴史的な背景から要因、経緯にいたるまで明らかになっている。ユダヤ人絶滅命令がヒトラーによって口頭で下され、そのため命令書が存在しないことは歴史学界の常識となっている。
ホロコースト見直し論（ホロコースト否認、ホロコースト否定論とも）が欧米の歴史学界で取り上げられることはない。ただしドイツ、オーストリアでは、ホロコースト見直し論がネオナチや極右勢力の宣伝に利用されていることを重く見る歴史学者、学校教員、教育機関が、歴史教育の一環として、ガス室を含むホロコーストの実態に関する教育・啓蒙活動を行っている。またドイツ連邦内務省（ベルリン）、ナチ犯罪追及センター（ルードヴィヒスブルク）はネオナチ対策のひとつとして、同様の啓蒙活動を行っている。
日本の歴史学界では、ドイツ現代史学会が1995年夏の大会でこの問題（マルコポーロ事件）を取り上げたが、それ以外で取り上げられることはなかった。西岡の記事の内容に対しては、石田勇治（東京大学教授）、芝健介（東京女子大学教授）、永岑三千輝（横浜市立大学教授）、矢野久（慶應義塾大学教授）、栗原優（創価大学教授）、西川正雄（専修大学教授・東京大学名誉教授）などの歴史家たちが批判をしている。
日本の歴史学界では、文教大学の加藤一郎（西洋史）が、ホロコーストの事実見解を根底から見直す立場を取っている。

## マルコポーロ・ガス室裁判
梶村太一郎（ベルリン在住のジャーナリスト）と金子マーティン（日本女子大学教授、社会学）は、マルコポーロ事件に関連して『週刊金曜日』1997年1月号誌上でホロコースト否定論を糾弾した。
これに反発した木村愛二は、両者および『週刊金曜日』を名誉毀損で東京地裁に訴えたが、地裁は「ホロコーストは世界にあまねく知られた歴史的事実」とした上で、「このような「歴史解釈」をめぐる論争は、我が国の法体系の下においては、本来見解が対立する者同士の自由な議論に任せられるべき分野の問題であって、法が濫に介入すべきものではない。」としてガス室の存在についての判断は行わず、名誉毀損については請求を棄却した。